# 軍事糾察
軍事糾察（簡稱纠察，或稱軍紀糾察、警备纠察、綱紀）是一種軍隊職務，大多負責糾舉部隊違紀人員，以肅軍風。

## 中華民國

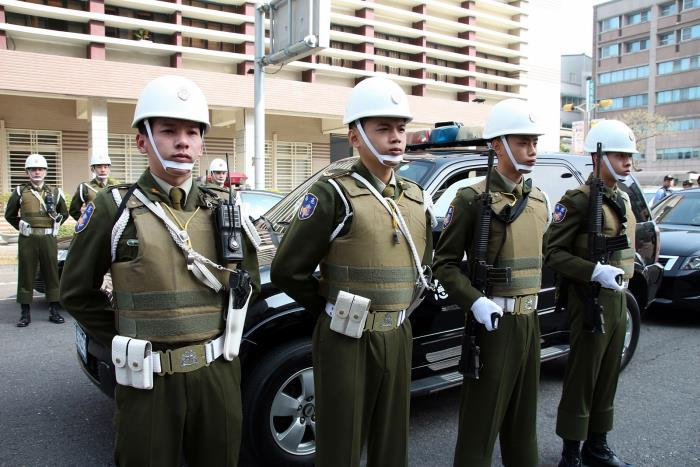
2014年，中華民國憲兵在嘉義市執行治安勤務。

軍事糾察大多是來自憲兵，也可以是參與「軍紀糾察訓練」合格的其他兵科軍人。配置於各部隊中，編制大小不一，由單一成員、兩或三人小組、分隊、區隊、中隊或以上都有可能。可分為兩類，一是普通人員，著軍裝，配戴「軍紀糾察」臂章（1950年以前，多配戴「綱紀」臂章）；二是埋伏人員，身著便衣，攜帶証件，對在營外的軍人，加以突襲式盤檢。
台灣本島的重要單位與外島澎湖、金門和馬祖等地區的國軍纠察队糾舉違紀的官兵，多受憲兵指導，不具憲兵身分，並且沒有司法警察的權力，不能涉於軍法，只能糾舉自己單位內的違紀事項，如服裝儀容不整、違規使用電子產品、未依規定吸菸、違規泊車等。他們多為在部隊人力不足時，需要支援衛戍和警戒等勤務。

## 中华人民共和国

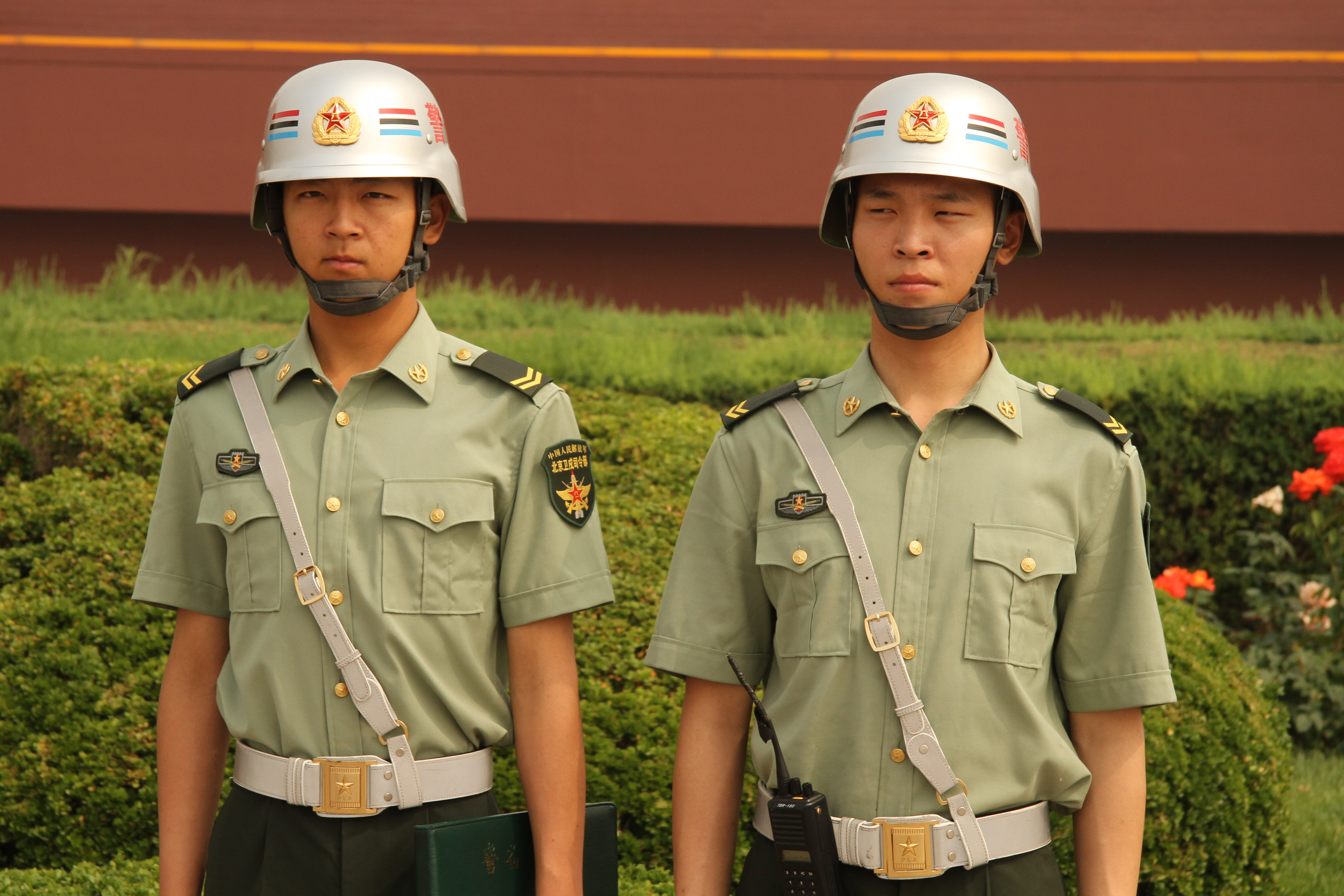
北京卫戍司令部纠察（2010年摄）

中国人民解放军各军种、中国人民武装警察部队各警种都设有各自的警备纠察队。他們是從军营内警卫调整连抽组对军人、军车活动进行的管理监督工作的军人。他們负责军营安全、文明执勤、维稳处突、军容风纪。
依据《中国人民解放军警备条令》，第七条规定在团级以上的单位的“司令机关军务部门归口管理本区域警备业务工作”，对外称警备办公室，并依照第二十七条规定派遣并领导警备纠察分队执行警备勤务。《警备条令》第四条规定：

警备工作的主要任务：

（一）维护军容风纪；

（二）维护军车运行秩序和交通安全；

（三）按照规定职权查处假冒军人、假冒军车和假冒军队单位；

（四）维护军队形象和外出军人合法权益；

（五）执行临时警戒勤务。

（六）必要时协助地方维护社会治安。

警备纠察分队的勤务仅涉及军人、军车的军容军纪等问题。涉及刑事执法权、治安行政执法权等法律事务则属于军事检察院、军事保卫部门。警备纠察中查处假冒军人、假冒军车和假冒军队单位的案件，要移交给地方司法机关管辖处理。
法理上认为，一般刑事案件（即不含违反军人职责犯罪），军人身份并不构成特殊主体。根据最高人民法院、最高人民检察院、公安部、国家安全部、司法部、解放军总政治部2009年8月1日实施的《办理军队和地方互涉刑事案件规定》第四条，采取属人管辖原则，对军人（包含现役军人、军队文职人员、非现役公勤人员、在编职工、由军队管理的离退休人员、以及执行军事任务的预备役人员和其他人员）的侦查、起诉、审判、刑罚执行，由军队保卫部门、军事检察院、军事法院管辖；对地方人员的侦查、起诉、审判、刑罚执行，由地方司法机关管辖。2018年机构改革前，原列入中国人民武装警察部队序列的公安边防、消防、警卫部队人员，按照地方人员确定管辖。
另外，在某些个别地区，纠察军人与军车是分工的，比如“纠察”纠察军人，“军车监理”纠察军车。在营区内警备纠察分队的職責由警卫调整连擔當；警备纠察則在营区外。